# مدرسة مسائية (فلم)
مدرسة مسائية (بالإنجليزية: Night School) فيلم كوميدي أمريكي صدر عام 2018. من إخراج مالكولم لي و بطولة كيفين هارت ، تيفاني هاديش ،

## ملخص قصة
تُجبَر مجموعة من مثيري الشغب على الالتحاق بمدرسة مسائية على أمل اجتيازهم اختبار معادلة الثانوية لإنهاء المدرسة الثانوية.

## طاقم العمل
| الاسم | الوظيفة          | الدور   |
| ----- | ---------------- | ------- |
| 1)    | كيفن هارت        |         |
| 2)    | تيفاني هاديش     |         |
| 3)    | ماري لين راجسكوب |         |
| 4)    | إيفون أورجي      | مايا    |
| 5)    | روب ريجلي        |         |
| 6)    | أوين هارن        | راندي   |
| 7)    | بين شوارتز       |         |
| 8)    | كيث دايفيد       | جيرالد  |
| 9)    | آن وينترز        | ميلا    |
| 10)   | ميجالين اتشكوك   | ليزا    |
| 11)   | تاران كيلام      | ستيوارت |

## إصدار الفيلم
إصدار
تم إصدار الفيلم في الولايات المتحدة بواسطة Universal Pictures في 28 سبتمبر 2018 ، وحقق أكثر من 103 مليون دولار في جميع أنحاء العالم وتلقى مراجعات مختلطة إلى سلبية من النقاد.
التصوير
بدأ التصوير الرئيسي للفيلم في أتلانتا ، جورجيا في سبتمبر 2017.

## روابط خارجية
- مقالات تستعمل روابط فنية بلا صلة مع ويكي بيانات